# Маньен, Жозеф
Пьер-Жозеф Маньен (фр. Pierre-Joseph Magnin; 1 января 1824, Дижон — 22 ноября 1910, Париж) — французский политический деятель, заводчик.
В 1863 году был избран членом законодательного корпуса и примкнул к оппозиции. 4 сентября 1870 года правительство национальной обороны назначило его министром торговли; во время осады Парижа он руководил интендантской частью. С 1871 года — член национального собрания, с 1876 года — сената; принадлежал к республиканской левой.
В 1879—1881 годах — министр финансов в кабинетах Фрейсине и Ферри, после чего был назначен управляющим банком Франции.